# Golden retriever
De golden retriever is een hondenras dat afkomstig is uit Schotland. In Europa, de Verenigde Staten, Zuid-Afrika, Australië en Japan is deze hond een veel gevraagd huisdier. 

## Oorsprong
In de 19e eeuw waren zwarte labrador-retrievers met een golvende vacht bekend en gewild in bepaalde kringen in het zuiden van Schotland. Het was oorspronkelijk een jachthond, gespecialiseerd in het zoeken en naar de jager brengen van afgeschoten wild. Golden retrievers (de naam betekent 'gouden terugbrenger') hebben een "zachte beet", waardoor ze het wild kunnen apporteren zonder het te beschadigen. Het is een van de zes gekende retrieverrassen, naast de labrador-retriever, de flat-coated retriever, de curly-coated retriever, de Chesapeake Bayretriever en de Nova Scotia duck tolling retriever.
Gele retrievers, zoals ze oorspronkelijk genoemd werden, waren nauwelijks bekend, behalve bij de leden van enkele Schotse adellijke families en hun naaste vrienden. De latere verspreiding over alle delen van Groot-Brittannië ging geleidelijk. De vroege geschiedenis van de golden retriever is niet uitvoerig gedocumenteerd.

## Beschrijving

### Uiterlijk
De vacht van de golden retriever is lang, zacht en redelijk dik, met een waterafstotende onder- en bovenvacht. Ze heeft buiten borstelen weinig verzorging nodig. De vacht heeft een 'gouden' kleur, van roomwit tot donkerbeige, tegen mahoniekleur aan. De schedel is breed en de snuit krachtig, breed en diep. De neus is meestal zwart, maar kan onder invloed van het enzym tyrosinase en afhankelijk van het seizoen en de leeftijd, naar roze of beige verkleuren. Dit wordt een 'wisselneus' of 'winterneus' genoemd.
De oren van de golden retriever zijn matig groot. Golden retrievers hebben een schaargebit. Het lichaam is evenredig gebouwd met korte lendenen, diepe en goed gebogen ribben en een lang schouderblad. De golden retriever heeft stevige botten. De schofthoogte van de reuen is 56-61 cm en van de teefjes 51-56 cm.

### Karakter
De golden retriever is energiek, werklustig en gehoorzaam van aard, en wordt dan ook ingezet als gebruikshond zoals geleidehond, hulphond en jachthond. Het is een sociaal dier, vriendelijk en open, doch soms met een eigen wil; sommige golden retrievers kunnen ronduit koppig zijn, al blijven ze vriendelijk. Doorgaans heeft de golden retriever een vrolijk, vriendelijk gezicht; ze zijn lief en zachtaardig. Door zijn intelligentie en leergierigheid valt hij goed af te richten. Golden retrievers willen betrokken zijn bij alledaagse bezigheden en deel uitmaken van het gezin. De soort is kindvriendelijk en heeft een tolerante, geduldige en evenwichtige aard. Hij is daardoor geschikt als gezinshond. Een golden retriever is weinig waaks en blaft doorgaans zelden. Wanneer vreemden zich op het terrein begeven zal hij wel waarschuwen. Het is geen waak- of verdedigingshond.

### Gezondheid
De golden retriever kan last krijgen van huidaandoeningen, zoals atopische dermatitis. Dit is een allergische aandoening die zorgt voor ontsteking van de huid. Ook oogafwijkingen, zoals grauwe staar, komen voor. Bij de gewrichten komen  elleboog- en heupdysplasie voor. Bij deze afwijking sluiten de gewrichtsdelen niet goed op elkaar aan. Het veroorzaakt pijn en geeft problemen bij het bewegen. Veel van deze afwijkingen zijn erfelijk en kunnen door verstandig fokken grotendeels voorkomen worden. Het ras wordt gemiddeld 11 tot 12 jaar oud.

## Afbeeldingen

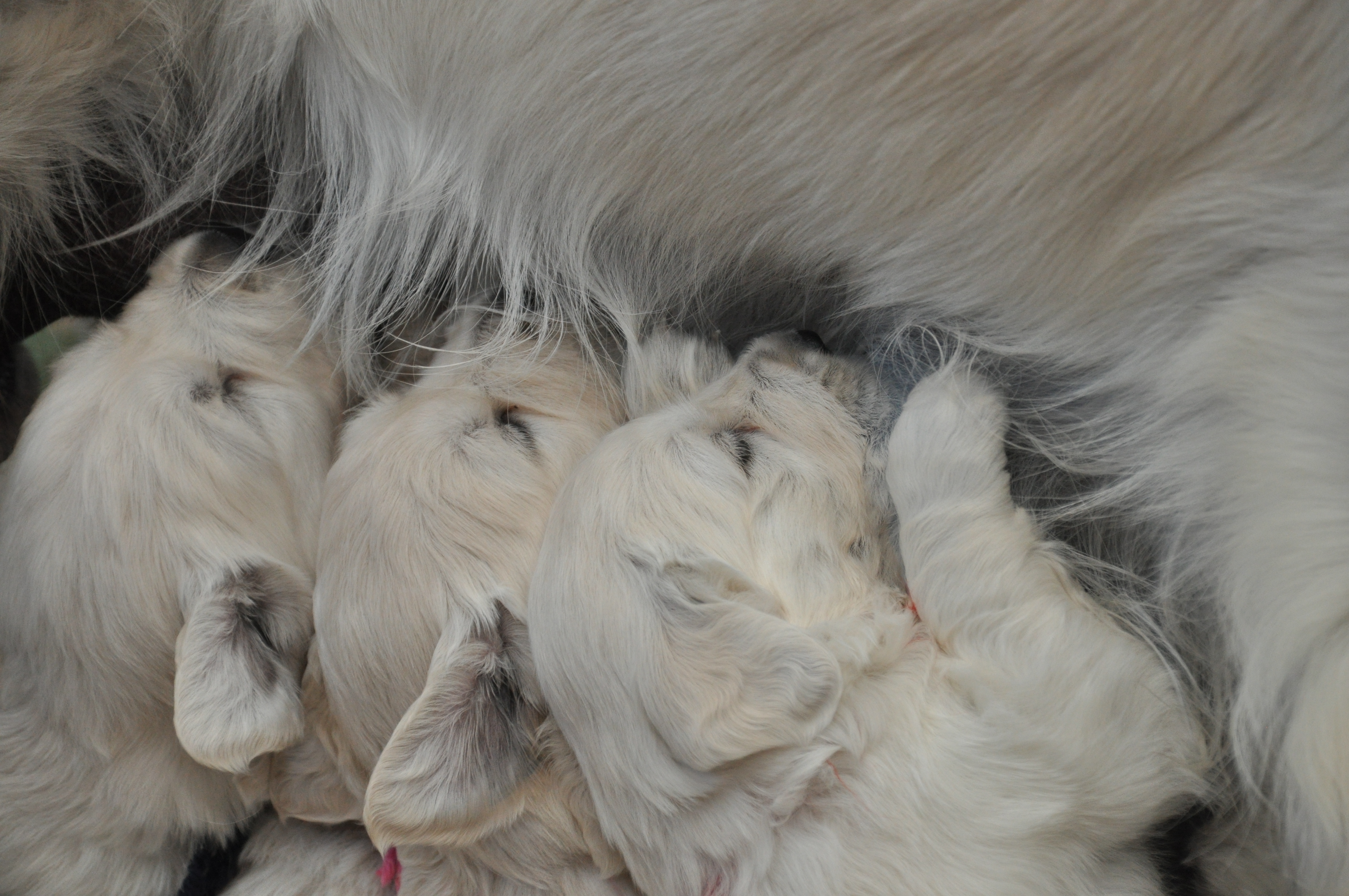
Puppy's van 4 weken
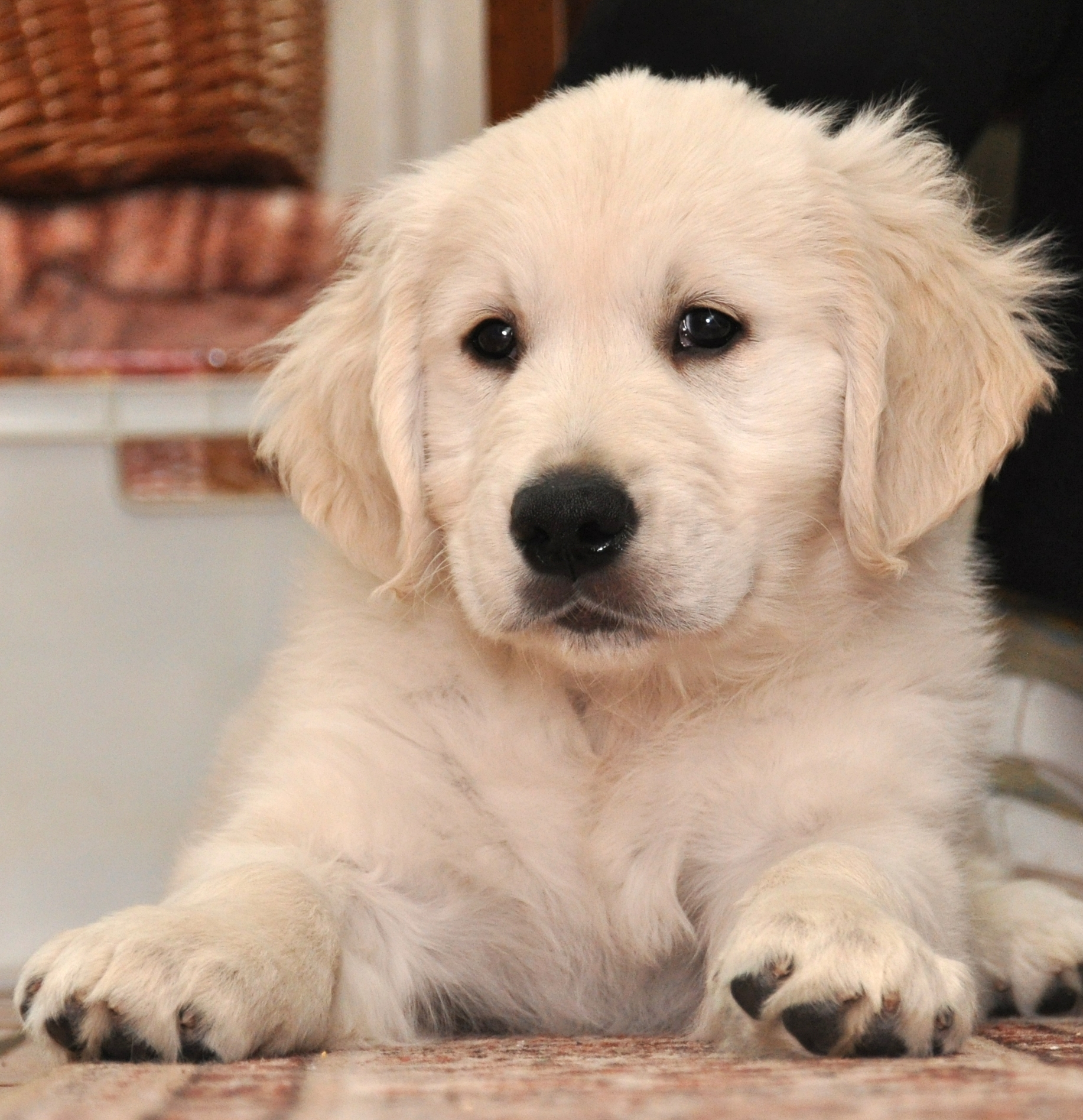
Pup 2 maanden
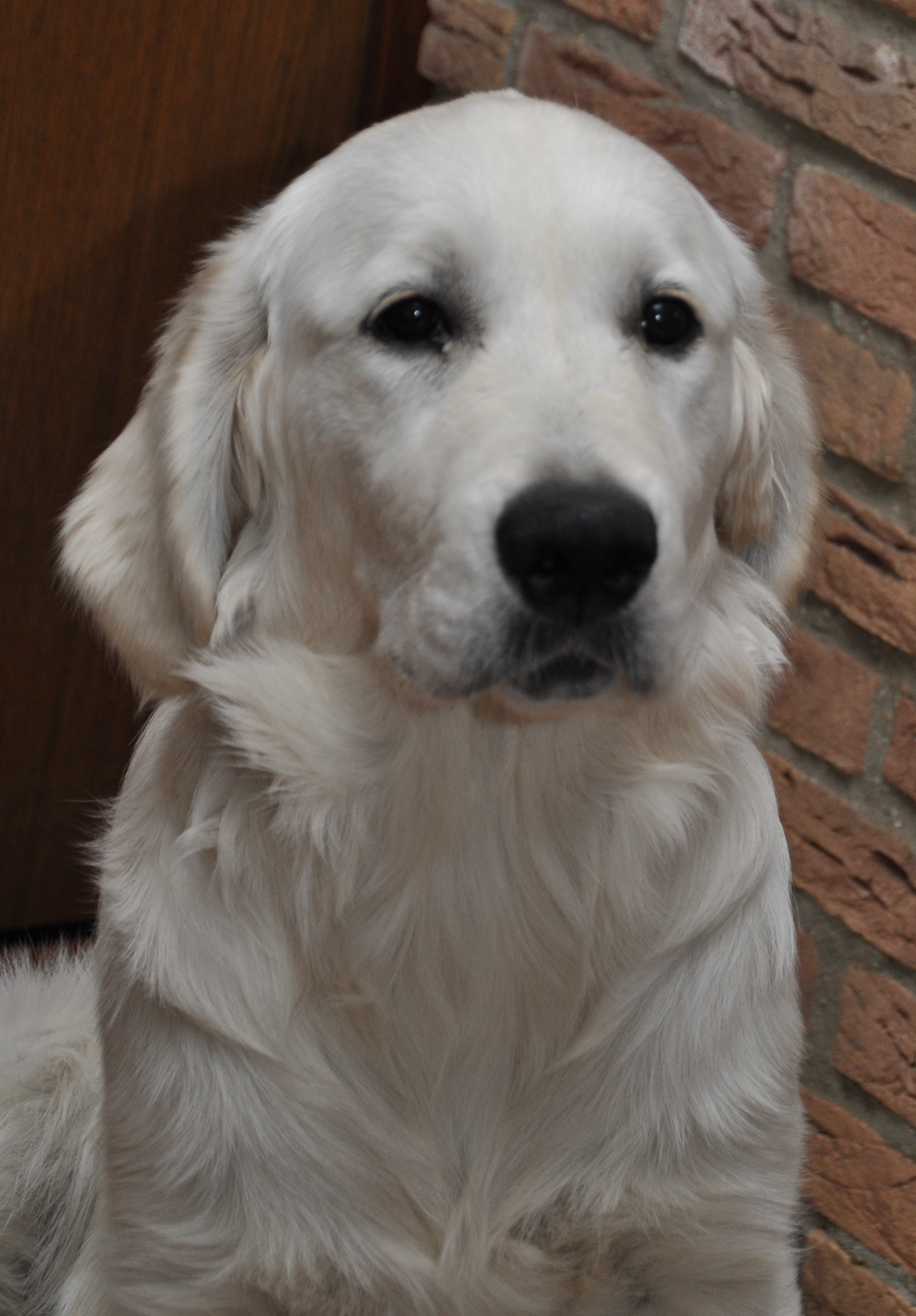
6,5 maand
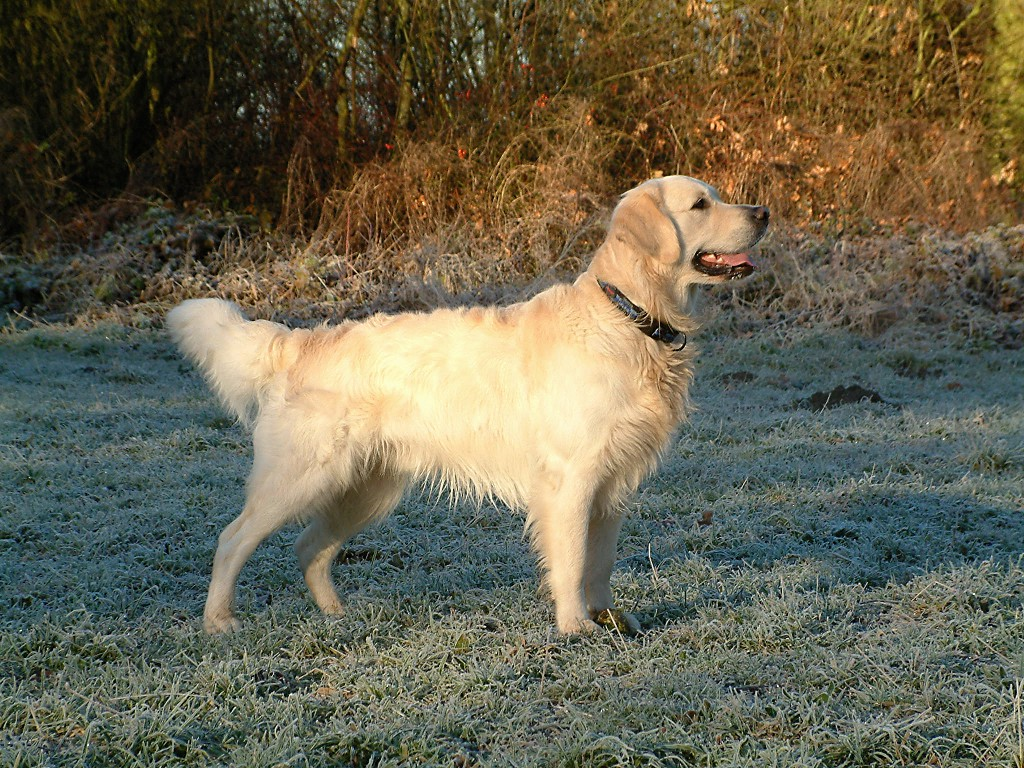
Volwassen reu
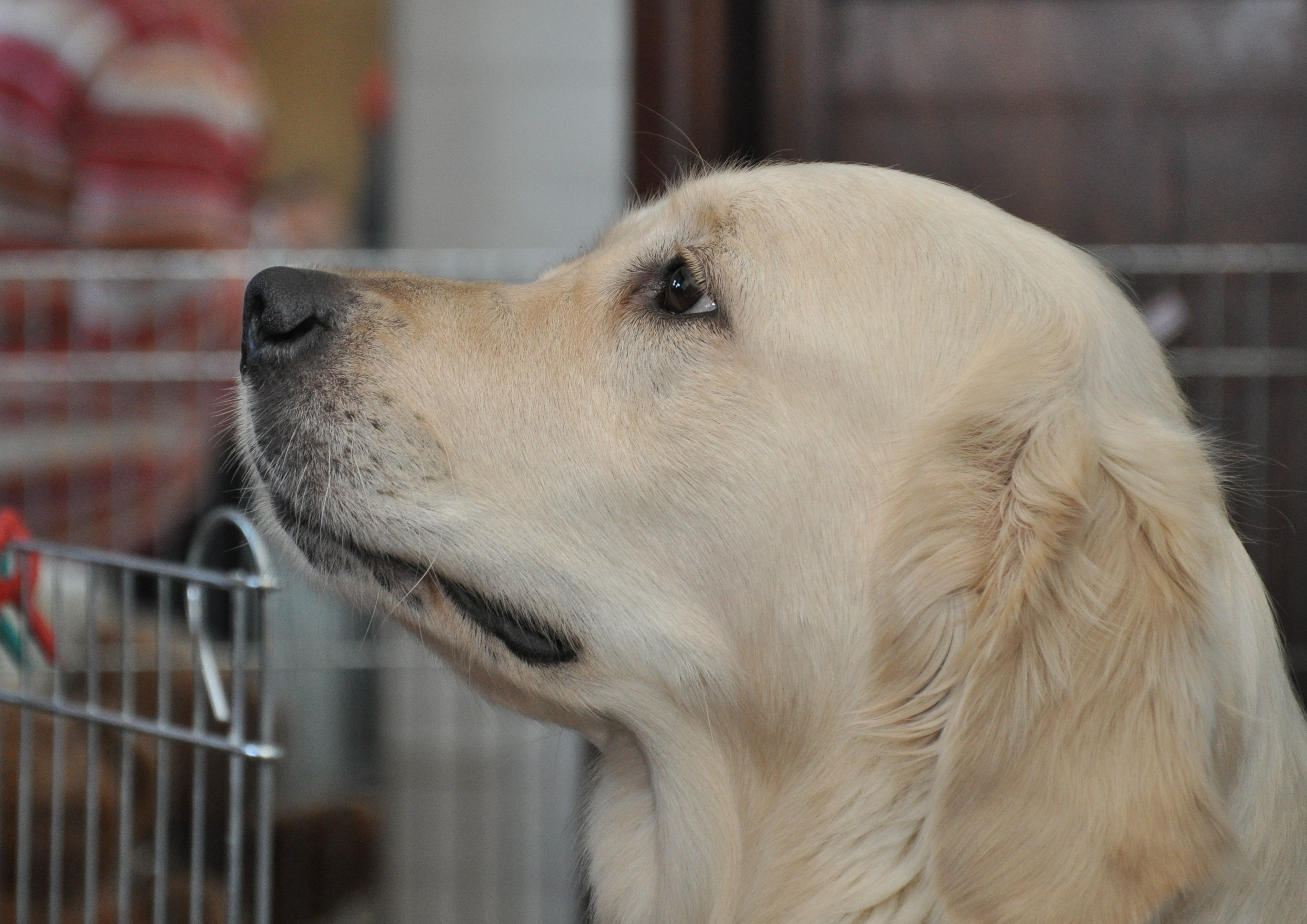
Volwassen teef